# ماتس ترات
ماتس ترات (استونیایی: Mats Traat؛ زادهٔ ۲۳ نوامبر ۱۹۳۶) شاعر و نویسنده اهل استونی است.
اشعار او غالباً به تفسیر اجتماعی و ستایش جامعه از علم است، همچنین شعرهای او ستایش طبیعت و کشور زادگاهش است. ترات از زبان‌های اسلاوی (لهستانی، مقدونی، چکی) اشعاری را ترجمه کرده‌است.